# Gülçiçek Hatun
Gülçiçek Hatun (tiếng Thổ Nhĩ Kỳ: گلچیچک خاتون; tiếng Hy Lạp: Γκιουλτσιτσέκ Χατούν, Gülçiçek có nghĩa là "bông hoa hồng") là người vợ cả chính thức của Sultan Ottoman (thổ hoàng) Murad I và giữ hiệu Valide Sultan (thái hậu) dưới triều Bayezid I.

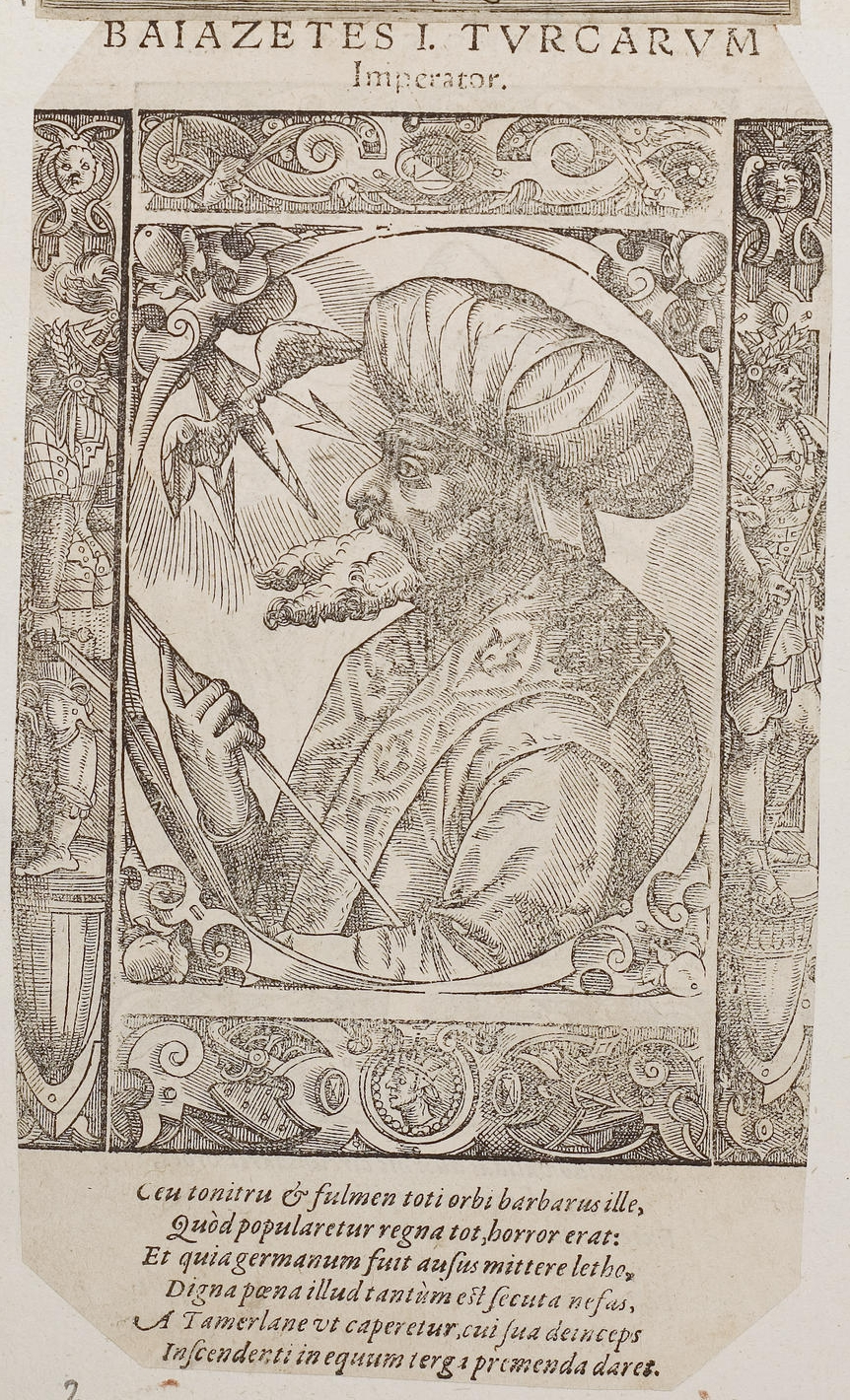
Con trai của "Gül-Çiçek Khātûn", Thổ hoàng Bayezid I.

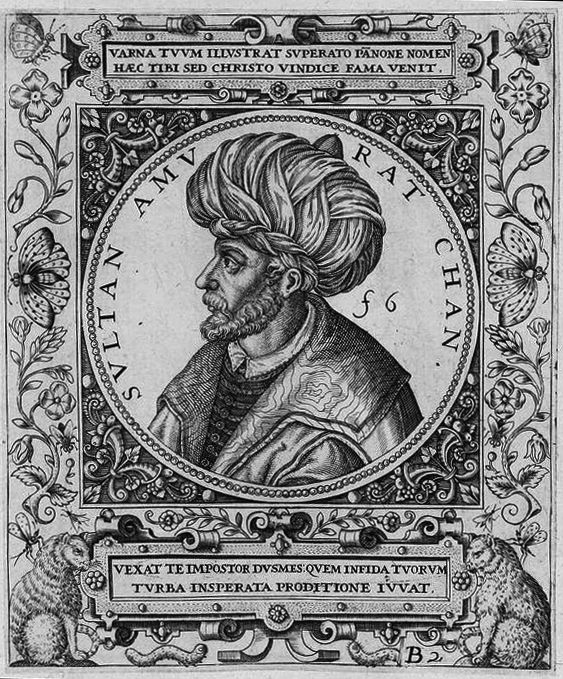
Chồng của "Gül-Çiçek Khātûn", Thổ hoàng Murad I.

## Sơ lược
Gülçiçek từng là phu nhân của Aclan Bey, một trong số các lãnh tụ công quốc Karasids. Bà bị bắt cóc khi Orhan I chinh phạt Karasids (k. 1344) và được đưa đến sống tại cung điện Ottoman. Một vài năm sau, khi con trai của Orhan, thái tử Murad đến tuổi trưởng thành, ông đã cầu hôn Gülçiçek. Bà chính thức kết hôn với Murad I năm 1359.
Với nhà vua bà có hai người con trai, Bayezid I và Yahşi Bey.